# Stanisław Czerniawski

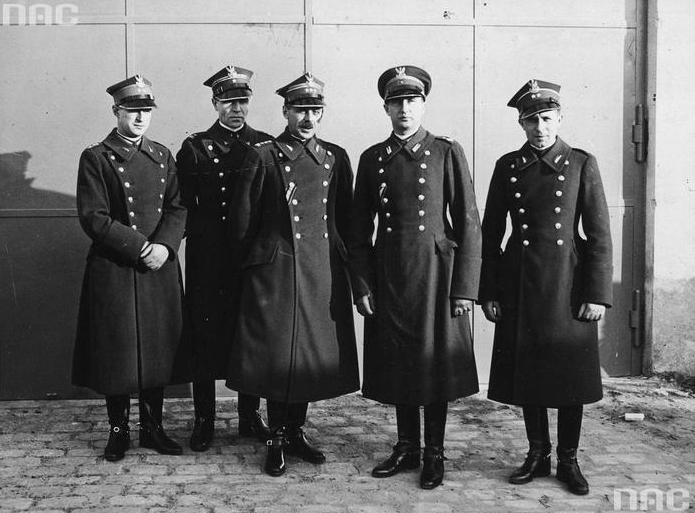
Międzynarodowe Zawody Hippiczne w Berlinie w 1936 – ekipa polska. Por. Stanisław Czerniawski pierwszy z lewej

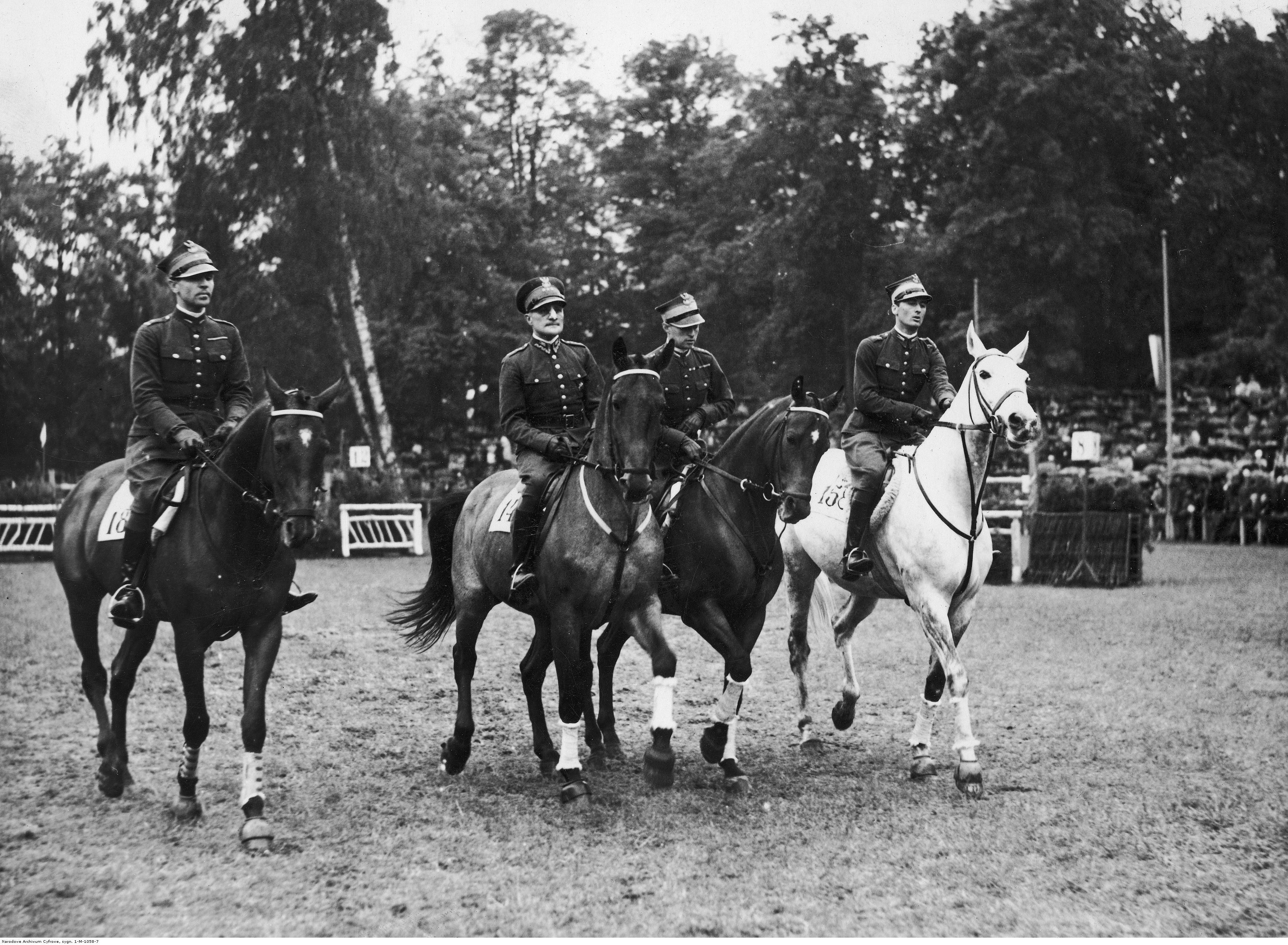
Międzynarodowe Zawody Hippiczne w Warszawie; czerwiec 1936. Ekipa polska: rtm. Wilhelm Lewicki, rtm. Tadeusz Sokołowski, por. Stanisław Czerniawski i por. Michał Gutowski

Stanisław Czerniawski (ur. 25 września 1905 w Kiszyniowie, zm. 10 września 1939 pod Piotrowicami) – rotmistrz Wojska Polskiego, kawaler Orderu Virtuti Militari, olimpijczyk.

## Życiorys

### Młodość
Urodził się 25 września 1905 w Kiszyniowie, w rodzinie Adolfa i Jadwigi Czerniawskich. Od 1915 przez 2 lata uczęszczał do gimnazjum w Homlu. Następnie kontynuował naukę w Gimnazjum Macierzy Szkolnej w Mińsku Litewskim. W marcu 1919 przerwał naukę i wstąpił do Wojska Polskiego. Brał udział w wojnie polsko-bolszewickiej. Za czyny bojowe został odznaczony Krzyżem Walecznych. We wrześniu 1921 wstąpił do Korpusu Kadetów nr 1 we Lwowie. W czerwcu 1925 uzyskał świadectwo dojrzałości i stopień kaprala podchorążego. Kontynuował edukację w Oficerskiej Szkole Kawalerii w Grudziądzu. Dwa lata później otrzymał nominację na podporucznika. Od września 1927 jego jednostką był 17 pułk ułanów Wielkopolskich im. Króla Bolesława Chrobrego w Lesznie. W marcu 1937 został awansowany do stopnia rotmistrza.

### Jeździectwo
Jeździectwem zainteresował się we wczesnej młodości. W konnych zawodach Wojska Polskiego w 1933 zdobył wicemistrzostwo. W tym samym roku razem z Wojciechem Bilińskim, Romanem Pohoreckim i Zygmuntem Rucińskim zdobył na międzynarodowych zawodach jeździeckich o Puchar Narodów w Rydze. W latach 1934–1935 zdobył mistrzostwo armii. W 1936 w zawodach o Puchar Narodów w Berlinie zdobył drugie miejsce drużynowo, a na zawodach w Warszawie trzecie. Od grudnia 1935 uczestniczył w przygotowaniach olimpijskich. Na rozkaz Departamentu Kawalerii Ministerstwa Spraw Wojskowych z dnia 20 lipca podpisanego przez wiceministra gen. bryg. Bronisława Regulskiego oraz rozkazem dziennym z dnia 29 lipca 1936 r. podpisanym przez komendanta Centrum Wyszkolenia Kawalerii płk. dypl. Józefa Mariana Smoleńskiego został powołany do reprezentacji olimpijskiej. Na igrzyskach pełnił rolę rezerwowego. Wiosną 1937 wszedł w skład Grupy Sportu Konnego w Centrum Wyszkolenia Kawalerii w Grudziądzu. Przygotowywał się do startu w konkurencji WKKW na igrzyska olimpijskie w Helsinkach.

### Wojna i śmierć
Podczas wojny obronnej 1939 dowodził 3 szwadronem 17 pułku ułanów z zadaniem obrony Rydzyny. Poległ w nocy z 10/11 września podczas walk w rejonie Chruślina. Pośmiertnie został odznaczony Krzyżem Srebrnym Orderu Wojskowego Virtuti Militari i Krzyżem Walecznych po raz drugi.

## Ordery i odznaczenia
- Krzyż Srebrny Orderu Wojskowego Virtuti Militari (pośmiertnie, 1939?)[1]
- Krzyż Walecznych (1922, pośmiertnie 1939)[2]
- Srebrny Krzyż Zasługi (22 maja 1939)[3]